# Астрономічний центр Рієки

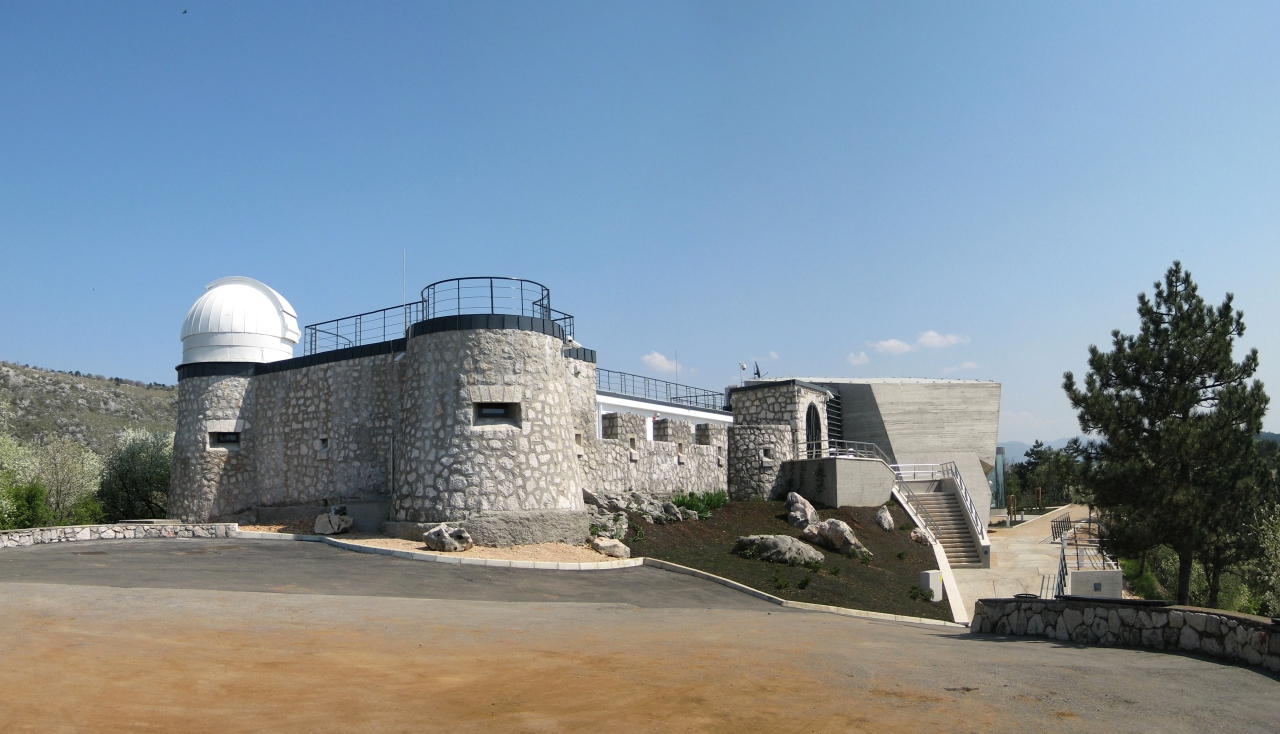
Вид на західну частину Астрономічного центру, купол обсерваторії.

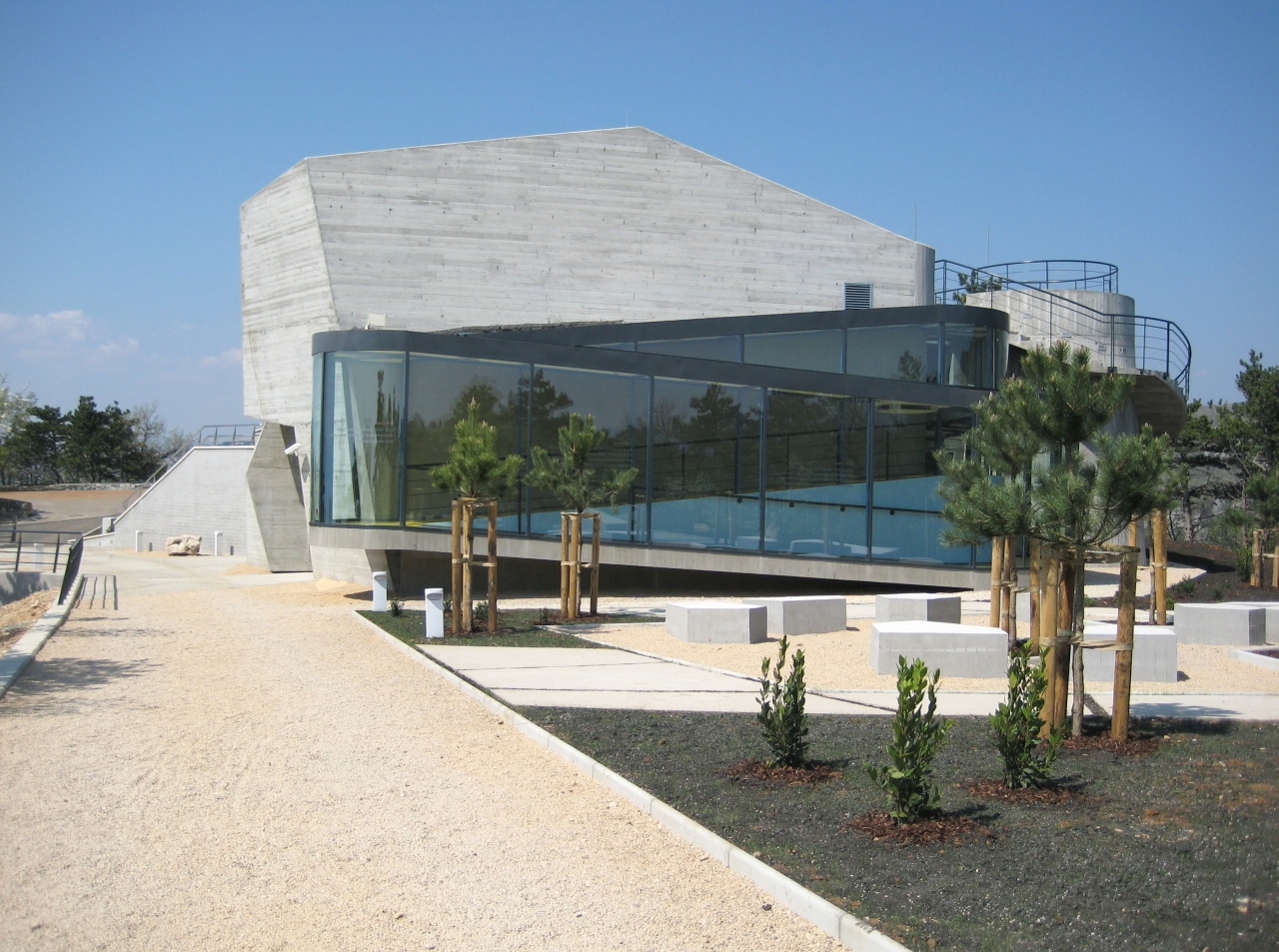
Вид на східну частину Астрономічного центру, де розташований планетарій.

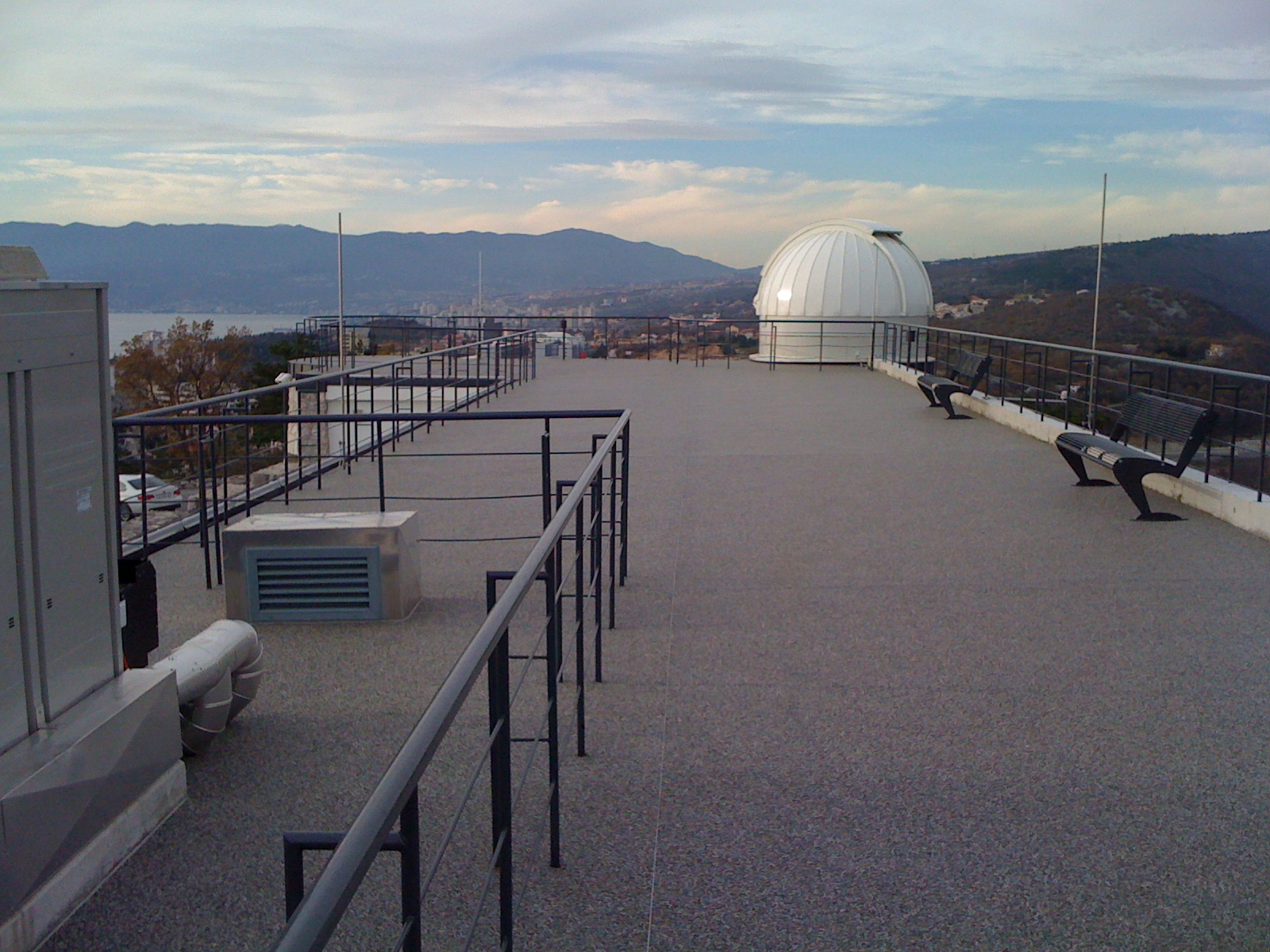
Вид на захід з верхньої тераси будівлі.

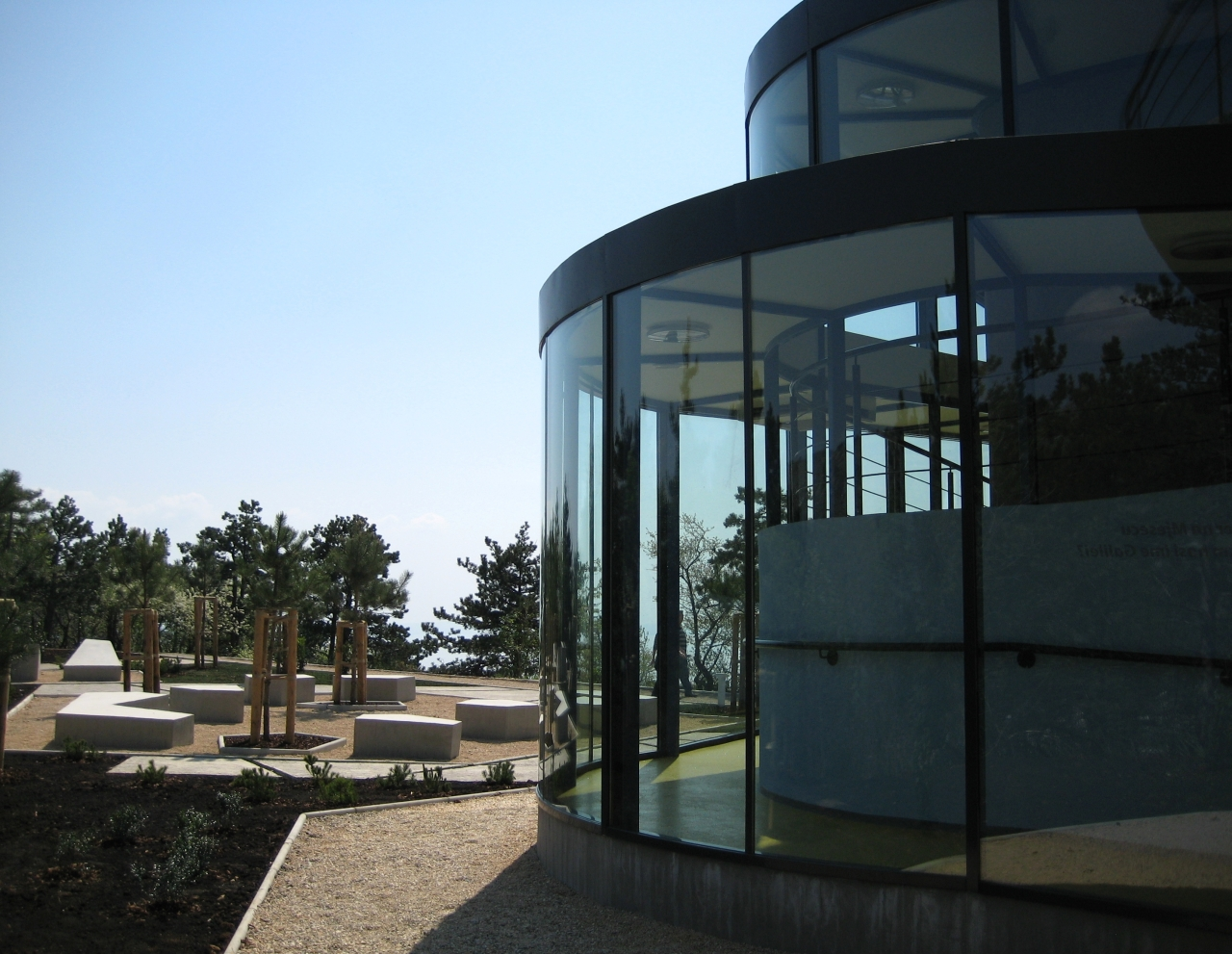

Астрономічний центр Рієки — освітня організація в Горній Вежиці в Рієці в Хорватії. Містить 40-сантиметровий телескоп і цифровий планетарій. Проводить повнокупольні астрономічні шоу, а також виставки, семінари тощо. Астрономічний центр сполучений автобусною лінією з центром міста.

## Історія
Астрономічний центр розташований на пагорбі Светі-Кріж у колишній військовій фортеці. Ця фортеця з чотирма вежами побудована в 1941 році.
У 2001 році в північно-західній вежі встановили телескоп, захищений рухомим астрономічним куполом, і сформували першу Рієцьку обсерваторію.
У 2009 році будівлю реконструювали за проєктом архітекторів Владія Браліча, Борко Зугана та Ведрана Любіча.

## Обладнання
Телескоп типу MEADE LX 200 з апертурою 40,6 см, що забезпечує максимальне збільшення до 800 разів.
Планетарій за проєктом архітектора Владія Браліча був завершений у 2009 році. Купол має діаметр 8 м і зал на 52 місця. Він обладнаний 5 цифровими проєкторами (північ, південь, схід, захід і зеніт), за допомогою яких, окрім проєкцій небесних об'єктів, також можна проєктувати анімацію та фільми.
Також центр має дві аудиторії місткістю 80 і 20 місць.